# Tonio Team Sosnowiec
Tonio Team Sosnowiec – polski klub piłki nożnej plażowej (a także klub futsalowy) grający w Ekstraklasie piłki nożnej plażowej, założony w 2004. Drużyna przyjęła aktualną nazwę od 2013 roku na pamiątkę zmarłego Tomasza Krawczyka, jednego z zawodników klubu. Organizator turniejów piłkarskich jak Sosnowiec Beach Soccer Cup czy Memoriału im. Tomasza Tonia Krawczyka.

## Pozycje klubu
Pozycje klubu są przedstawione od początku reformy ligowej w 2012.
| Sezon | Miejsce w lidze |
| ----- | --------------- |
| 2013  | 2(I liga)       |
| 2014  | 2 ↑ (I liga)    |
| 2015  | 7 (Ekstraklasa) |
| 2016  | 4 (Ekstraklasa) |
| 2017  | 5 (Ekstraklasa) |

## Sosnowiec Beach Soccer Cup
Klub od 2016 organizuje towarzyski turniej Sosnowiec Beach Soccer Cup, w którym udział biorą polskie drużyny piłkarskie.
| Rok  |         |                      |                  |
| ---- | ------- | -------------------- | ---------------- |
| 2016 | KP Łódź | Tonio Team Sosnowiec | Milenium Gliwice |

### Nagrody indywidualne
| Rok  | Najlepszy strzelec  | Najlepszy bramkarz   | MVP turnieju                |
| ---- | ------------------- | -------------------- | --------------------------- |
| 2016 | Igor Sobalczyk (KP) | Szymon Gąsiński (KP) | Mateusz Kiklaisz (Milenium) |